# Doclea brachyrhynchos
Doclea brachyrhynchos is een krabbensoort uit de familie van de Epialtidae. De wetenschappelijke naam van de soort is voor het eerst geldig gepubliceerd in 1856 door Bleeker.